# Kingston (Minnesota)
Kingston – miasto w Stanach Zjednoczonych, w stanie Minnesota, w hrabstwie Meeker.